# ДПТС
ДПТС или Двукамерна Подвижна Телевизионна Станция (на английски: DSNG - Digital Satellite News Gathering) e мини ван разполагащ с апаратура за запис и пряко излъчване на телевизионни предавания.
Обикновено този тип ПТС-и се използва за преки включвания от мястото на събитието в новинарски емисий при които не е нужно да се ангажират повече от 1 или 2 камери, също така може да се свърже към флотилия като спомагателен екип. В България с този тип техника разполагат всички телевизии, като също така има 3 фирми „ТВ1“, „IMS“ и „SLB“ които отдават техника и телевзионен екип под наем.